# Josep Codina i Prats
Josep Codina i Prats   (Barcelona, 1864 - 30 d'octubre de 1901) fou un enginyer català.

## Biografia
Era fill de Jaume Codina i Cruspinera i de Josepa Prat i Oriol. Cunyat del pintor Ramon Casas i Carbó —estava casat amb la seva germana Elisa—, intervingué en la construcció de la seva pròpia casa i la del pintor (vegeu Cases Codina i Casas-Carbó); és l'autor d'una xemeneia que reproduí Pèl & Ploma (vol. IV, núm. 94, Barcelona, juny del 1903, fig. p. 186).
També fou col·leccionista d'obres de Casas i d'estudis de joves pintors catalans, i un eficaç col·laborador de l'esmentada revista.